# 証×明 -SHOMEI-
『証×明 -SHOMEI-』（しょうめい）は、喜多村英梨の2枚目のオリジナルアルバム。2014年4月9日にスターチャイルドから発売された。

## 背景
タイトルの「証×明 -SHOMEI-」は、喜多村曰く「喜多村ってここまでやるの?」ということを証明するためにつけられた。
本作では山崎寛子が楽曲を数多く手掛けているが、彼女とは電話で制作や編曲に関し具体的なビジョンを話したという。
レコーディングでは演技と歌唱ではそれぞれ発声法が異なるため、前者の特徴がそのまま生かされて喜多村の素の部分が表現できず悩んだという。
コンセプトは前作『RE;STORY』では「退廃的な世界」を表現していたが、その内容では6thシングル『Birth』とかぶるためジャケットに見られるような色とりどりの花と着物が織りなす鮮やかで和メタル的な内容に仕上げたという。そのため帯をコルセットにするなどいわゆる厨二を意識したという。

## 音楽性
1曲目「証×炎 -SHOEN-」は、リード曲であり、和とメタルが融合した破壊力のある男形の曲。「和」を取り入れたのは『RE;STORY』が「洋」をテーマとしていたため相反するものにしたという。
2曲目「月詠ノ詩」は、6thシングル『Birth』のデモ用に作成されたアップテンポの曲だったが、「今後の作品に収録することを考えバラードへの変更を考えていた」という。なお後半に収録することも考えたが、女性的な当曲を2曲目に置くことで男性的な「証×炎 -SHOEN-」との対比が図れることと両者を2曲並べることにより和の世界観が反映されるため現行の曲順にしたという。
3曲目「Nonfictionista」は、大正浪漫をジャズで表現した曲。喜多村はジャズバーで誰かが歌う情景を思い浮かべたという。
4曲目「Destiny」は、4thシングル曲であり、PSP用ゲームソフト『円卓の生徒 The Eternal Legend』のオープニングテーマ。
5曲目「Birth」は、6thシングル曲であり、テレビアニメ『神さまのいない日曜日』のオープニングテーマ。
6曲目「Sha-le-la」は、アニメ映画『アルヴ・レズル -機械仕掛けの妖精たち-』の主題歌であり、打ち込みを駆使したトランス風の曲。楽曲自体は2ndライブツアー『喜多村英梨 STARTING STORY LIVE TOUR 2013』にて披露されたが、音源化は本アルバムが初めてとなる。
7曲目「PIXY」は、男性向けに書かれた曲。レコーディング時は男性が同曲をカラオケで歌いたくなるような心境をイメージしながらラフに行ったという。
8曲目「STARLET SEEKER」は、何かの起点になるようなポジティブな曲。
9曲目「sentiment」は、前作の10曲目に収録されている「→↑」（マイ・ウェイ）がライブを意識したお祭り的な内容であったため、河合英嗣と相談した上で喜多村自身の感情を込めたものに仕上げたという。なおドラムでLa'cryma ChristiのLEVINが参加している。
10曲目「Friend」は、喜多村曰く「哀愁の中に爽やかな抜け感がある曲」で、前作の5曲目に収録された「alive」の姉妹作品に位置付けられている。レコーディングでは男性がナンパする際の心境を込めている。
11曲目「Miracle Gliders」は、5thシングル曲であり、PSP用ゲームソフト『水平線まで何マイル? -ORIGINAL FLIGHT-』のオープニングテーマ。
12曲目「Pleasure→Link」は、喜多村自身うらんが作詞した曲を気に入っているため、山口朗彦が作曲した曲を聞いた時点で「アゲアゲ」な曲にするよううらんに依頼したという。
13曲目「＼m／」（メタルピース）は、2ndライブツアー『喜多村英梨 STARTING STORY LIVE TOUR 2013』にて販売されたラジオ『Radio キタエリあっ!』の番組キャラクター「キタエリちゃん」のキャラクターCD「Chu→ning♪」のリニューアル版で、発売当時からアレンジを検討していたという。ちなみに歌詞の完成は原曲とほぼ同時であったという。一方曲調は喜多村曰く「証×炎 -SHOEN-を引き継いだもうひとつの和メタルのぶちあげソング」に仕上がっており、仕掛けとしてキタエリストが思わず煽りたくなるような言葉遊び的なフレーズを盛り込んでいる。

## リリース
2014年4月9日にスターチャイルドから発売された。喜多村のアルバムとしては前作『RE;STORY』から約2年ぶりのリリースとなる。
販売形態は、初回限定盤（KICS-93030）と通常盤（KICS-3030）の2種リリースで、初回限定盤には撮り下ろし写真集ブックレットが同梱されている。

## 収録内容
| #         | タイトル            | 作詞       | 作曲      | 編曲                                                 | 時間  |
| --------- | ------------------- | ---------- | --------- | ---------------------------------------------------- | ----- |
| 1.        | 「証×炎 -SHOEN-」   | 山崎寛子   | 山崎寛子  | Leda、山崎寛子、菊谷知樹（ストリングスアレンジ）     | 4:17  |
| 2.        | 「月詠ノ詩」        | 山崎寛子   | 山崎寛子  | 山崎寛子、河合英嗣、大久保薫（ストリングスアレンジ） | 5:16  |
| 3.        | 「Nonfictionista」  | 山崎寛子   | Leda      | Leda、竹上良成（ブラスアレンジ）                     | 5:18  |
| 4.        | 「Destiny」         | 山崎寛子   | 山崎寛子  | 河合英嗣、山崎寛子、菊谷知樹（ストリングスアレンジ） | 3:58  |
| 5.        | 「Birth」           | 山口朗彦   | 山口朗彦  | 河合英嗣、菊谷知樹（ストリングスアレンジ）           | 3:59  |
| 6.        | 「Sha-le-la」       | 山崎寛子   | 山崎寛子  | 河合英嗣                                             | 4:28  |
| 7.        | 「PIXY」            | R・O・N    | R・O・N   | 藤澤健至                                             | 3:47  |
| 8.        | 「STARLET SEEKER」  | R・O・N    | R・O・N   | R・O・N                                              | 4:07  |
| 9.        | 「sentiment」       | 喜多村英梨 | 河合英嗣  | 河合英嗣                                             | 4:49  |
| 10.       | 「Friend」          | 山口朗彦   | 山口朗彦  | 山口朗彦、大久保薫                                   | 3:20  |
| 11.       | 「Miracle Gliders」 | 大森祥子   | 河合英嗣  | 河合英嗣                                             | 4:33  |
| 12.       | 「Pleasure→Link」   | うらん     | 山口朗彦  | 河合英嗣                                             | 3:53  |
| 13.       | 「＼m／」           | 喜多村英梨 | 河合英嗣  | 河合英嗣                                             | 4:24  |
| 合計時間: | 合計時間:           | 合計時間:  | 合計時間: | 合計時間:                                            | 56:15 |

## 参加ミュージシャン
| 証×炎 -SHOEN- - Drums：JOE - Strings：大先生室屋ストリングス - 尺八：樫原伸彦 - Chorus & Programming：山崎寛子 - Guitar, Bass, 三味線 & Programming：Leda 月詠ノ詩 - Drums：野崎真助 - Bass：山田裕之 - Guitar：河合英嗣 - Strings：弦一徹ストリングス - Programming：山崎寛子 Nonfictionista - Drums：牟田昌広 - Wood Bass：山田裕之 - Piano：前嶋康明 - Guitar：Leda、藤岡幹大 - Trumpet：鈴木正則 - Trombone：鹿討奏 - Alto Tenor Baritone Sax：竹上良成 Destiny - Drums：かどしゅんたろう - Bass：TOKIE - Strings：大先生室屋ストリングス - Programming：山崎寛子 - Guitar & Programming：河合英嗣 Birth - Drums：かどしゅんたろう - Bass：IKUO - Strings：大先生室屋ストリングス - Chorus：森真美、花れん、土居康宏（Unlimited tone） - Guitar & Programming：河合英嗣 Sha-le-la - Guitar & All Instruments：河合英嗣 | PIXY - Chorus：今井マサキ - Drums：市川義久 - Bass：瀧田イサム - Guitar & Other Instruments：藤澤健至 STARLET SEEKER - Drums：Ryo Yamagata - Bass：川島弘光 - Programming & Guitars：R・O・N sentiment - Drums：LEVIN (La'cryma Christi) - Bass：IKUO - Guitar & Programming：河合英嗣 Friend - Drums：佐野康夫 - Bass：田辺トシノ - Guitar：河合英嗣 - Strings：弦一徹ストリングス - Programming：山口朗彦 Miracle Gliders - Bass：田辺トシノ - Guitar & Programming：河合英嗣 Pleasure→Link - Drums：かどしゅんたろう - Bass：根本健一 - Keyboard：佐藤雄大 - Guitar：江草一平 - Guitar & Programming：河合英嗣 ＼m／ - Drums：かどしゅんたろう - Bass：根本健一 - Keyboard：佐藤雄大 - Guitar：江草一平 - Guitar & Programming：河合英嗣 |

## チャート
| チャート（2014年）         | 最高位 |
| -------------------------- | ------ |
| オリコン                   | 7      |
| Billboard JAPAN Top Albums | 7      |
| サウンドスキャンジャパン   | 6      |